# Estación Villa Cañás
Villa Cañás es una estación ferroviaria ubicada en la localidad del mismo nombre, en el Departamento General López, Provincia de Santa Fe, Argentina.

## Servicios
Actualmente, no presta servicios de pasajeros, sólo de cargas en la actualidad.

## Historia
En el año 1900 fue inaugurada la Estación, por parte del Ferrocarril Buenos Aires al Pacífico, en el ramal a Santa Isabel.